# Mykola Matusevyč
Mykola Ivanovyč Matusevyč (* 19. července 1946, Matjuši, Bilocerkevský rajón, Kyjevská oblast, Ukrajinská SSR) je zakládající člen Ukrajinské Helsinské skupiny, ukrajinský disident, politický vězeň sovětského režimu odsouzený na 7 let v táboře s přísným režimem a 5 let ve vyhnanství.

## Životopis
Mykola Matusevyč se narodil 19. července 1946 ve vesnici Matjuši v Kyjevské oblasti. Jeho otec byl agronom, matka učitelka biologie. Studoval na Historické fakultě Národní univerzity Tarase Ševčenka v Kyjevě, kde byl v roce 1973 vyloučen ze 4. ročníku pro "neúspěch" - ve skutečnosti pro "nespolehlivost", pro své sympatie k potlačované ukrajinské inteligenci a za kladení květin k pomníku Tarase Ševčenka. Pracoval pak jako redaktor v nakladatelství lékařské literatury. Přátelil se s Myroslavem Marynovyčem a spolu s ním se stal zakládajícím členem Ukrajinské Helsinské skupiny a podílel se na tvorbě jeho Memoranda č. 1.
24. prosince 1976 byli někteří členové Ukrajinské Helsinské skupiny podrobeni policejní prohlídce. Policie "nalezla" u předsedy UHS Mykoly Rudenka ukrytých 40 amerických dolarů, u Olese Berdnyka pornografické letáky a u Olexy Tychyje starou německou pušku. Na protest proti tomu Rudenko, Berdnyk, Marynovyč a Matusevyč zahájili hladovku. Po zatčení M. Rudenka a O. Tychyje podepsal Matusevyč dopis vládám signatářů Helsinské dohody na jejich obranu a požádal je, aby umožnily jejich propuštění. V březnu a dubnu byl předvolán k výslechu v případu Rudenka a Tychyje.
Dne 23. dubna 1977 byl M. Matusevyč spolu s M. Marynovyčem zatčen na základě obvinění z "protisovětské agitace a propagandy" podle článku 62 odst. 1 trestního zákoníku Ukrajinské SSR z roku 1960 a "chuligánství" podle článku 206 odst. 1 trestního zákoníku Ukrajinské SSR za události, které se odehrály o čtyři roky dříve. Vyšetřování ani soudního procesu, který se konal 22.-27. března 1978 ve Vasylkivu v Kyjevské oblasti, se Matusevyč neúčastnil. Dostal maximální trest podle článku 62 trestního zákoníku Ukrajinské SSR - 7 let v táboře s přísným režimem a 5 let ve vyhnanství. Od 3. června 1978 si odpykával trest v táboře VS-389/35 v Všesvatské (Chusovský okres, Permský kraj).
V souvislosti s Matusevyčovým vězněním byla pronásledována také jeho manželka Olha Hejko-Matusevyč i jeho sestra T. Matusevyč. V dílně, kde pracovala, byla uspořádána schůze, na níž byla zostuzena za to, že se nedistancovala od protisovětských akcí svého bratra. Řečníci dokonce prohlásili, že jí nelze svěřit práci inženýrky. Roku 1980 byla Olha Hejko-Matusevyč odsouzena na 3 roky v pracovním táboře. Ve vězení podepisovala dopisy a výzvy, účastnila se hladovek ve dnech politických vězňů a lidských práv, stávek na protest proti porušování práv vězňů atd., za což byla opakovaně trestána odnětím návštěv a také devíti pobyty v izolaci - celkem 10 měsíců. Po odpykání trestu byla znovu zatčena a odsouzena na další tři roky.
Matusevyč trpěl hypertenzí, pro kterou byl osvobozen z vojenské služby, a měl nemocné srdce.
V říjnu 1979 se Matusevyčova matka obrátila s apelem na "všechny lidi dobré vůle", roku 1980 na Madridskou konferenci a Mezinárodní červený kříž. Dne 5. února 1980 jí důstojník KGB sdělil, že jí bude umožněno setkání se synem, pokud bude souhlasit s jeho "ovlivňováním". Roku 1981 zaslala dopis 26. zasedání Komunistické strany SSSR.
Dne 5. listopadu 1980 byl Matusevyč odsouzen ke třem letům vězení, které strávil ve věznici UE-148/st.-4 v Čistopolu v Autonomní republice Tatarstán.
Matusevyč žil poté ve vyhnanství ve vesnici Kira v Čitské oblasti. Když byl v roce 1988 za perestrojky "omilostněn", odmítl opustit místo svého vyhnanství a usiloval o rehabilitaci. KGB proti němu organizovala provokace a pokusila se o atentát na Matusevyče.
Od roku 1990 žije Matusevyč ve vesnici Ševčenivka poblíž Vasylkivu, (Kyjevská oblast). Vystřídal několik zaměstnání, ale pro svou nezkrotnou povahu nikde nevydržel dlouho. Po roce 2000 působil krátce v Radiu Svoboda, kde uváděl pořad o lidských právech. V Ševčenivce si postavil dům, ale jako důchodce s nízkým příjmem nebyl schopen ho udržovat a žije v zahradní chatce.
V rozhovoru se Serhiem Nabokou Mykola Matusevyč řekl: "Neudělal jsem nic hrdinského - udělal jsem jen to, k čemu mě táhla duše: bránil jsem lidskou důstojnost."

## Státní ocenění
- 2006 Řád za odvahu první třídy.[6]- za občanskou odvahu, obětavost v boji za prosazení ideálů svobody a demokracie a u příležitosti 30. výročí založení Ukrajinské veřejné skupiny pro podporu realizace Helsinských dohod.